# 現象
現象（げんしょう、古希: φαινόμενον phainómenon、複数でφαινόμενα phainómena）は、次のようにいくつかの意味で用いられている。
1. 人間の知覚できる、すべてのものごと[1]。人間界や自然界に、形として現れるもの[2]。
2. （人にとって）見えるもの、つまり（外面的な）《現れ》のこと。出来事を、それが存在するかどうか、本当かどうか、といった、その見える〈〈現れ〉〉の背後にあるものは問題にせずに、その観察された〈〈現れ〉〉として扱うとき、それを「現象」と呼ぶ。対義語は本質。

## 現象の位置づけの歴史
プラトンにおいては、現象は、「イデア」（ = “真に存在するもの”とされた）と対置された。
古代ギリシャ後期においては、現象にロゴスをあてがうことで“現象を救うこと”が「ロゴン・デドナイ」(学問) である、という考えが見られる。
中世スコラ学において議論はあり、実在する対象に対応するかしないかによって「現象」か「仮象」に区別されたりもした。
クザーヌスによれば、“不可視の神が可視化したものが世界”であるとも表現された。
近世の経験論のバークリーにおいては、観念や感覚所与を現象とみなして、現象主義に近い方向でそれを論じた。
ヒュームは懐疑論的にとらえ、客観性とは繋がり得ないと見なした。
カントにおいては、現象は物自体と対比され、物自体と主観との共同作業によって構成されるものと考えた。別の言い方をすると、現象というのは物自体に主観の構成が加わった結果のものであるとし、人は現象が構成される以前の物自体を認識することはできない、とした。
ゲーテは、「原現象」という名によって、学問的現象などの基底にある根本現象を呼びわけた。また一方で「現象の背後に何も探求してはならない。現象自体が教師なのだ」とも述べた。
ヘーゲルにおいては、「本質は現出する」と言われ、“「本質」は「現象」となることによってのみ存在する”とも言われた。
フッサールは、哲学や諸々の学問に確実な基礎を与えることをもくろみ、意識に直接的に現れている現象を直観し、その本質を記述する方法を追求した。そのために彼は、外界の実在性について判断を中止し（=エポケー）、それでもそのあとに残る純粋意識を分析し記述する、という方法を採用した。この場合、フッサールは現象について、本体などの背後にあるものとの相関については想定しない。（ → 現象学）

## 認識論や科学哲学と現象
現象をどうとらえるかは、認識論においても、科学哲学の分野でも重要な課題である。
18世紀には、「突発説」に対して「斉一説」が提唱され、後の科学の発展に寄与した。だがこれで、“常に斉一説的な見方で良い”というような単純な図式が成立したというわけではなく、近年では恐竜の絶滅については突発説に相当するような説 (巨大隕石を原因とした絶滅) のほうが妥当とされ、それにより科学がスパイラル状に発展してきているように、現象の捉え方も重要な問題を孕んでいる。
現象に関して、以下のようなことについての理解が不足して、誤った理論を構築してしまうようなことがある、といったことは、最近の文献ではしばしば指摘されている。
- 相関
- 先後関係と因果関係
- パターン

### 現象の具体例

#### 生物学・医学
- レイノー現象
- ボウディッチ階段現象
- 聴覚補充現象（リクルートメント現象）
- クレーン現象（自閉症児などにみられる現象）

#### 心理学
- シミュラクラ現象
- 不気味の谷現象

#### 社会科学
- 社会現象
- 1区現象
- ドーナツ化現象

#### 気象学・地震学 等
- フェーン現象
- エルニーニョ現象
- ラニーニャ現象
- ヒートアイランド現象
- 宏観異常現象
- 液状化現象
- ブロッケン現象

#### 工学
- ポーポイズ現象
- スミア現象 （カメラのCCDなどに起きる現象）
- トラッキング現象
- 高速道路催眠現象
- ハイドロプレーニング現象
- クリープ現象
- フェード現象
- ローリングシャッター現象

#### 超心理学
- 超常現象、心霊現象
  - ポルターガイスト現象
  - ファフロツキーズ現象